# Juha Suoranta
Juha Suoranta (rođen 24. veljače 1966. u Tampere, Finska) je finski društveni znanstvenik i javni intelektualac. Trenutno je profesor za obrazovanje odraslih na Sveučilištu u Tampereu. Prije toga je radio kao profesor u prosvijeti na Sveučilištu u Laponiji (1997. – 2004.), i u obrazovanju odraslih osoba na Sveučilištu u Joensuu (2004. – 2006.). Uz navedeno je pomoćni profesor u glazbenim edukacijama na Akademiji Sibelius u Helsinkiju i u mediskom obrazovanju na Sveučilištu u Tampere. Izdao je ukupno 38 knjiga te veći broj znanstvenih članaka.
Suoranta je gostovao na Sveučilištu u Illinoi u Urbana-Champaign 1996. - 1997. i na Sveušilišu u Kaliforniji, Los Angeles 2003. - 2004. Suoranta je također sudjelovao u radu Finske vlade/David i Nancy Speer gostujući profesori u finskim studijima i socijologiji na Sveučilištu Minnesota 2005. - 2006.
Godine 2003. je imao ulogu višeg znanstvenika na Akademiji u Finskoj. Kraće vrijeme je bio stručnjak za obrazovanje u Tanzaniji te konzultant i autor Ujedinjenih naroda' za svjetsko izviješće o mladima 2003. godine.
Suoranta je objavljivao radove u područjima obrazovanja, politike socijologije obrazovanja, radikalnog obrazovanja odraslih, kritičkog medijskog obrazovanja te kritičke pedagogije koja pripada novoj, odnosno drugoj generaciji kritičke pedagogije znanstvenika.[nedostaje izvor] Usko je surađivao s Peterom McLarenom. U svojim radovima je Suoranta pokušao spojiti ideje i materijale iz različitih područja uključujući medijske i kulturološke studije, sociologiju, obrazovne studije te literaturu i književnost.
Suoranta je član raznih uredničkih odbora od nekoliko znanstvenih časopisa uključujući i časopis za kritičke studije obrazovnih politika. Od 2007. godine je predsjednik finskog obrazovnog udruženja građanskog foruma (SKAF), glavne organizacije za obrazovanje odraslih u Finskoj. Uz engleski i finski tekstovi su objavljeni na estonskom, grčkom, norveškom i španjolskom jeziku.
2007. godine Suoranta pomaže u osnivanju Paulo Freire istraživačkog centra u Finskoj, to je bio prvi Paulo Freire Center u skandibavskim zemljama.
U proljeće 2009. 
godine Suoranta pruža skrovište maloljetnim tražiteljima azila iz Afganistana koji su trebali biti deportirani iz Finske u nesigurnu Grčku (Atena). Ti događaji su zapisani u njegovoj knjizi Piilottajan päiväkirja (Sakriven u sijeni).

## Glavna djela
Na engleskom
- Integrirani medijski stroj I: Teorijski okvir (u suradnji s Mauri Ylä-Kotola, Sam Inkinen i Jari Rinne), 2000.
- Integrirani medijski stroj II: Aspekti Internet kulture, Hiper-tehnologije i informalno učenje (u suradnji s Mauri Ylä-Kotola i Sam Inkinen), 2001.
- Arhitektura: Teorija, istraživanje i praksa. (u suradnji sa Seppom Aurom i Juhanijem Katainenom), 2001.
- Djeca u informacijskom društvu: U slučaj Finske (u suradnji s Hanna Lehtimäki), 2004. ISBN 0-8204-6829-0
- Umjetničko istraživanje. Teorije, metode i prakse (u suradnji s Mika Hannula i Tere Vadén), 2005. ISBN 951-53-2743-1 Contents
- Obrazovanje i duh vremena. Povijesna, globalna i kritička razmišljanja (u suradnji s Olli-Pekka Moisio), 2006. Amsterdam: Sense Publishers. ISBN 90-77874-17-8 Contents
- Wikiworld. Politička ekonomija digitalne pismenosti, i obećanje participativnih medija (u suradnji s Tere Vadén), 2008. ISBN 978-951-44-7281-7 Download
- Pustoš kapitalizma. Obrazovanje za socijalnu i ekološku pravdu (u suradnji s Gregory Martin, Donna Houston & Peter McLaren), 2010. Amsterdam: Sense Publishers. .
- Wikiworld. Reizdanje. (u suradnji s Tere Vadén), 2010. London: Pluto Press. ISBN 978-0-7453-2891-1
- Skriveno u sjeni. Kako sam spasio izbjeglicu. Prijevod Silja Kudel. Helsinki: Into Publishing 2011. ISBN 978-952-264-112-0 (EPUB)
- Metodologija umjetničkog istraživanja (u suradnji s Mika Hannula i Tere Vadén), 2014. New York: Peter Lang. ISBN 978-952-264-297-4.

Na finskom
- Prosvjetljujuće obrazovanje, 1997.
- Uvod u kvalitativna istraživanja (u suradnji s Jari Eskola), 1998 (8th ed. 2008).
- Obrazovanje u simulacijskoj kulturi (u suradnji s Mauri Ylä-Kotola), 2000.
- Edukacija obrazovanja odraslih (u suradnji s Petri Salo), 2002.
- Obrazovanje u medijskoj kulturi. Što pedagozi trebaju znati, 2003.
- Radikalno obrazovanje. Prema političkoj sociologiji obrazovanja, 2005.
- Na raskrižju obrazovanja odraslih (u suradnji s Juha Kauppila i Hilkka Rekola), 2006.
- Dolazak sveučilišta (u suradnji s Antti Salminen i Tere Vadén), 2010.
- Skrivajući dnevnik, 2010.
- Buntovničke istraživačke metode (u suradnji sa Sannom Ryynanen), 2014. (Engleski izvod)
- Paulo Freire, pedagog potlačenih , 2019.

Istraživački radovi sa wikilearninga od strane Suoranta
- Leinonen, Teemu, Juha Suoranta & Tere Vadén (2009) Učenje u otvorenom wiki projektu: Wikimedijski potencijal u izgradnji globalnih kapaciteta. Prvi ponedjeljak 14 (2).
- Suoranta, Juha (2010) Učeni i potlačeni narodi svijeta, Wikify! U Malott, Curry & Porfilio, Bradley (ur.). Kritička pedagogija u 21. stoljeću: Nova generacija znanstvenika. Objavljivanje u informacijskom dobu.
- Suoranta, Juha & Tere Vadén (2011) Wikilearning kao radikalna jednakost. U Trifonas, Peter (ur.). Učenje u virtualnom: Javna pedagogija u digitalnom dobu. London i New York: usmjeravanje.
- Vadén, Tere & Suoranta, Juha (2008) Definicija u kriticizmu cyberkomunizma

## Vanjske poveznice
- Juha Suorantain profil na Paulo i Nita Freire Međunarodni projekt za kritičku pedagogiju: https://archive.is/20090317123635/http://freire.mcgill.ca/Juha_Suoranta
- Paulo Freire Istraživački centar - Finska https://paulofreirefinland.wordpress.com/